# Adolfo Martins Camilli
Adolfo Martins Camilli, mais conhecido como Adolfinho (Florianópolis, 28 de maio de 1925 – Florianópolis, 9 de março de 2011), foi um futebolista brasileiro que atuou como goleiro. É considerado um dos maiores ídolos da história do Avaí Futebol Clube.

## Carreira
Filho dum imigrante italiano com uma brasileira, Adolfinho atuou no Avaí, único clube que defendeu em sua carreira, entre os anos de 1942 a 1955. Foi um goleiro ágil, seguro e com muita categoria. Também foi titular da seleção catarinense de futebol por vários anos.
Dentro ou fora dos gramados, era visto pela crônica esportiva como um atleta que ostentava estilo, classe, segurança e muita simplicidade, ingredientes que transformaram Adolfinho em um dos maiores goleiros da história do Futebol Catarinense.
Em julho de 1955, mesmo em plena forma física, abandonou os gramados e deu continuidade para sua vida fora das quatro linhas.

## Morte
Na madrugada do dia 9 de março de 2011, Adolfinho veio a falecer no Hospital de Caridade em Florianópolis, aonde já estava internado por problemas renais.

### Seleção Avaiana
Uma eleição feita em 1998 com um grupo de torcedores, jornalistas e ex-atletas do Avaí, apontou aqueles que seriam os melhores jogadores da história do clube até aquela data. Adolfinho foi escolhido o goleiro desta seleção.

## Títulos
Avaí
- Campeonato Catarinense: 1942, 1943, 1944 e 1945.
- Campeonato Citadino de Florianópolis: 1942, 1943, 1944, 1945, 1951, 1952 e 1953.